# Boževac
Boževac (cyr. Божевац) – wieś w Serbii, w okręgu braniczewskim, w gminie Malo Crniće. W 2011 roku liczyła 1390 mieszkańców.